# دیمیتریوس سیواس
دیمیتریوس سیواس (یونانی: Δημήτριος Σιόβας؛ زادهٔ ۱۶ سپتامبر ۱۹۸۸) بازیکن فوتبال اهل یونان است که در پست مدافع میانی برای باشگاه فورتونا سیتارد در لیگ برتر فوتبال هلند بازی می‌کند.
وی همچنین در تیم‌های ملی فوتبال زیر ۱۹ سال، زیر ۲۱ سال یونان، و یونان بازی کرده‌است.